# Canton de Mayenne-Ouest
Le canton de Mayenne-Ouest est une ancienne division administrative française située dans le département de la Mayenne et la région Pays de la Loire.

## Représentation

### Conseillers généraux de 1833 à 2015
| Période | Période           | Identité                   | Étiquette      | Qualité |
| ------- | ----------------- | -------------------------- | -------------- | --- |
| 1833    | 1848              | Jean-Marie Châtelain       |                | Juge de paix à Mayenne |
| 1848    | 1848 (annulation) | Théodore Bélard du Plantys |                | Propriétaire à Oisseau |
| 1848    | 1852              | Henri Gandais              |                | Médecin, maire de Mayenne (1848-1850, 1850-1873 et 1877-1887), sous-préfet de Mayenne (1870-1871)                                                                                             |
| 1852    | 1855              | Tom Mercier                | Bonapartiste   | Préfet de la Manche et de l'Oise, mis à la retraite en 1848, député (1852-1870) |
| 1855    | 1859              | Charles-Oscar Mercier      | Bonapartiste   | Sous-préfet, chef de cabinet au ministère des Travaux publics |
| 1859    | 1871              | René Baguelin (1800-1881)  |                | Propriétaire et administrateur à Mayenne |
| 1871    | 1925 (décès)      | Gustave Denis              | RG             | Industriel, maire de Saint-Georges-Buttavent, sénateur (1879-1888, 1897-1906 et 1920-1925), président du conseil général                                                                      |
| 1925    | 1940              | Georges Denis              | RG Rad.ind.    | Industriel, député (1932-1942), maire de Contest puis de Saint-Georges-Buttavent, nommé membre de la Commission administrative départementale en 1941, nommé conseiller départemental en 1943 |
|         |                   |                            |                | |
| 1945    | 1986 (décès)      | Bertrand Denis             | RI puis UDF-PR | Industriel, député (1958-1978), maire de Contest (neveu du précédent) |
| 1986    | 2004              | Claude Leblanc             | DVG            | Directeur à la Caisse d'épargne, maire de Mayenne (1971-2008) |
| 2004    | 2015              | Michel Angot               | DVG            | Fonctionnaire, maire de Mayenne depuis 2008, président de la CdC du Pays de Mayenne |

### Conseillers d'arrondissement (de 1833 à 1940)
| Période                                  | Période      | Identité                                        | Étiquette                    | Qualité |
| ---------------------------------------- | ------------ | ----------------------------------------------- | ---------------------------- | --- |
| 1833                                     | 1848         | M. Bourdin                                      |                              | Négociant, propriétaire à Mayenne                                                                                   |
| 1848                                     | 1855         | Félix Baguelin (1800-1881)                      |                              | Propriétaire à Mayenne                                                                                              |
| 1855                                     | 1867 (décès) | Baron Charles Quillenbois de Sarcus (1821-1867) |                              | Peintre, caricaturiste, archéologue, propriétaire, conseiller municipal de Mayenne                                  |
|                                          |              |                                                 |                              | |
| 1871                                     | 1877         | Jules Raulin (1843-1902)                        |                              | Avocat et notaire à Mayenne                                                                                         |
| 1877                                     | 1889         | Félix-Martial Delente                           |                              | Filateur, maire d'Oisseau                                                                                           |
| 1889                                     | 1904         | Jules Nory (1848-1910)                          |                              | Pharmacien à Mayenne                                                                                                |
| 1904                                     | 1928         | Paul Denis (1863-1942)                          | Républicain indépendant      | Ingénieur à Mayenne, fils de Gustave Denis, maire de Saint-Georges-Buttavent, président du conseil d'arrondissement |
| 1928                                     | 1934         | Constant Muzanger (1886-1939)                   | Comité d'action républicaine | Constructeur agricole, maire d'Oisseau                                                                              |
| 1934                                     | 1940         | Paul Denis                                      | Républicain indépendant      | Ingénieur à Mayenne, fils de Gustave Denis, maire de Saint-Georges-Buttavent                                        |
| 1940                                     |              |                                                 |                              | Les conseils d'arrondissement ont été suspendus par la loi du 12 octobre 1940 et n'ont jamais été réactivés         |
| Les données manquantes sont à compléter. |              |                                                 |                              | |

Source : Répertoire numérique des annuaires administratifs de la Mayenne. https://archives.lamayenne.fr/archives-en-ligne/ead.html?id=FRAD053_2NUM242&c=FRAD053_2NUM242_e0000017&qid=
Le canton participe à l'élection du député de la troisième circonscription de la Mayenne.

## Composition
Le canton de Mayenne-Ouest comptait 14 045 habitants en 2012 (population municipale) et se composait d’une fraction de la commune de Mayenne et de huit autres communes :
- Alexain ;
- Contest ;
- Mayenne (fraction) ;
- Oisseau ;
- Parigné-sur-Braye ;
- Placé ;
- Saint-Baudelle ;
- Saint-Georges-Buttavent ;
- Saint-Germain-d'Anxure.

La partie de la commune de Mayenne comprise dans ce canton était celle située à l'ouest de la rivière Mayenne.
À la suite du redécoupage des cantons pour 2015, toutes les communes y compris entièrement Mayenne, mais à l'exception d'Oisseau, sont rattachées au canton de Mayenne. Oisseau est intégré au canton de Gorron.
Contrairement à beaucoup d'autres cantons, le canton de Mayenne-Ouest n'incluait aucune commune supprimée depuis la création des communes sous la Révolution, le seul changement notable de limite communale étant en 1864 la création de la commune de La Haie-Traversaine (aujourd'hui dans le canton d'Ambrières-les-Vallées) en prélèvement sur le territoire d'Oisseau.

## Démographie
| 1962 | 1968 | 1975 | 1982 | 1990   | 1999   | 2006   | 2011   | 2012   |
| ---- | ---- | ---- | ---- | ------ | ------ | ------ | ------ | ------ |
| -    | -    | -    | -    | 12 739 | 13 475 | 13 780 | 13 989 | 14 045 |